# Pomârla
Pomârla è un comune della Romania di 2 860 abitanti, ubicato nel distretto di Botoșani, nella regione storica della Moldavia.
Il comune è formato dall'unione di 3 villaggi: Hulubești, Pomârla, Racovăț.
Pomârla ha dato i natali al medico e naturalista Dimitrie Călugăreanu (1868-1937).